# Radicaal 18
Van de in totaal 214 Kangxi-radicalen heeft radicaal 18 de betekenis mes. Het is een van de drieëntwintig radicalen die bestaan uit twee strepen.
In het Kangxi-woordenboek zijn er 377 karakters die dit radicaal gebruiken.

## Karakters met het radicaal 18

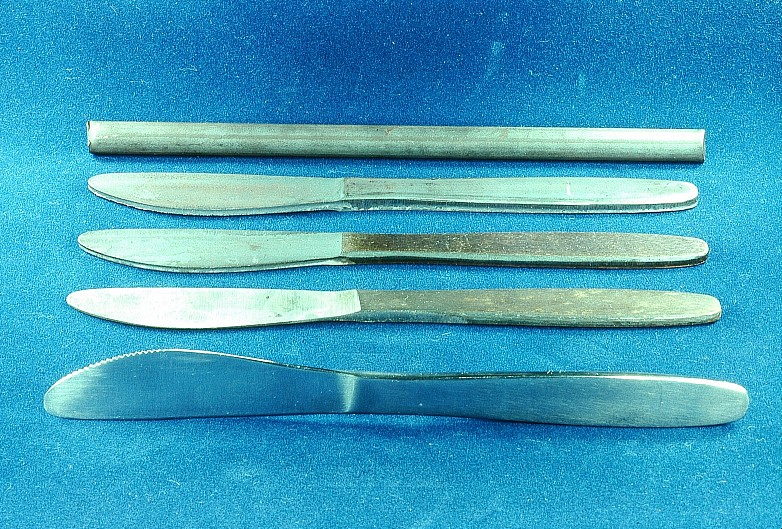
Messen

| Strepen | Karakter                                                          |
| ------- | ----------------------------------------------------------------- |
| + 0     | 刀 刁 刂                                                          |
| + 1     | 刃 刄                                                             |
| + 2     | 刅 分 切 刈                                                       |
| + 3     | 刉 刊 刋 刌 刍                                                    |
| + 4     | 刎 刏 刐 刑 划 刓 刔 刕 刖 列 刘 则 刚 创                         |
| +5      | 刜 初 刞 刟 删 刡 刢 刣 判 別 刦 刧 刨 利 刪 别 刬 刭             |
| + 6     | 刮 刯 到 刱 刲 刳 刴 刵 制 刷 券 刹 刺 刻 刼 刽 刾 刿 剀 剁 剂    |
| + 7     | 剃 剄 剅 剆 則 剈 剉 削 剋 剌 前 剎 剏 剐 剑                      |
| + 8     | 剒 剓 剔 剕 剖 剗 剘 剙 剚 剛 剜 剝 剞 剟 剠 剡 剢 剣 剤 剥 剦 剧 |
| + 9     | 剨 剪 剫 剬 剭 剮 副 剰 剱                                        |
| + 10    | 剩 割 剳 剴 創 剶                                                 |
| + 11    | 剷 剸 剹 剺 剻 剼 剽 剾 剿                                        |
| + 12    | 劀 劁 劂 劃 劄                                                    |
| + 13    | 劅 劆 劇 劈 劉 劊 劋 劌 劍 劎 劏                                  |
| + 14    | 劐 劑 劒 劓 劔                                                    |
| + 15    | 劕                                                                |
| + 17    | 劖                                                                |
| + 19    | 劗 劘                                                             |
| + 21    | 劙 劚                                                             |

Orakelbotkarakter
Bronskarakter
Groot zegelkarakter
Klein zegelkarakter